# ألكسي ميخاليتشينكو

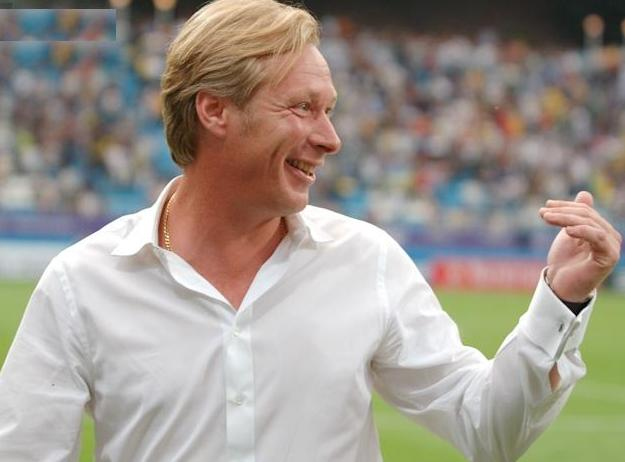
ألكسي ميخاليتشينكو

ألكسي ميخاليتشينكو (بالأوكرانية: Михайличенко Олексій Олександрович)‏، من مواليد 30 مارس 1963 في كييف في أوكرانيا، لاعب كرة قدم سوفيتي وأوكراني سابق، ومدرب كرة قدم حالي.
بدأ مسيرته الكروية مع نادي دينامو كييف في عام 1981، ولعب معهم حتى عام 1990، وقد شارك معهم في 137 مباراة وسجل 39 هدف، وفي موسم 1990/1991 انتقل إلى نادي سامبدوريا الإيطالي، ولعب معهم 24 مباراة وسجل 3 أهداف، وفي عام 1991 انتقل إلى نادي رينجرز الإسكتلندي، ولعب معهم حتى عام 1996، وشارك معهم في 110 مباريات وسجل 20 هدف.
و قد لعب مع منتخب الاتحاد السوفيتي لكرة القدم بين عامي 1987 و1992، وقد شارك معهم في 41 مباراة وسجل 9 أهداف، وقد لعب مع منتخب أوكرانيا لكرة القدم مباراتين بين عامي 1993 و1994.
و بعد أن اعتزل كرة القدم اتجه إلى التدريب، ودرب نادي دينامو كييف بين عامي 2002 و2004، ومنذ عام 2004 وهو يدرب منتخب أوكرانيا لكرة القدم تحت 21 سنة.

## مسيرته الكروية
لعب ألكسي ميخاليتشينكو خلال مسيرته الاحترافية مع 3 أندية في ستة عشر موسمًا وسجل خلالها 64 هدفًا ضمن 271 مباراة. حيث فاز في سبعة مواسم بالكأس وفي عشرة مواسم بالدوري.
خاض ألكسي ميخاليتشينكو مسيرته مع نادي دينامو كييف في موسم 1981 ليلعب معه عشرة مواسم، مشاركًا في 137 مباراة سجل خلالها 39 هدفًا. ثم انتقل إلى نادي سامبدوريا في موسم 1990–91 لمدة موسم واحد، حيث شارك في 24 مباراة سجل خلالها 3 أهداف. لينتقل بعدها إلى نادي رينجرز في موسم 1991–92 ليلعب معه خمسة مواسم، مشاركًا في 110 مباراة سجل خلالها 22 هدفًا.

## روابط خارجية
- ألكسي ميخاليتشينكو على موقع الاتحاد الأوربي (الإنجليزية)
- ألكسي ميخاليتشينكو على موقع اتحاد أوكرانيا (الإنجليزية)
- ألكسي ميخاليتشينكو على موقع قاعدة بيانات كرة القدم.إي يو (الإنجليزية)
- ألكسي ميخاليتشينكو على موقع ناشيونال فوتبول تيمز (الإنجليزية)
- ألكسي ميخاليتشينكو على موقع Soccerbase.com (مدرب) (الإنجليزية)
- ألكسي ميخاليتشينكو على موقع Soccerway.com (الإنجليزية)
- ألكسي ميخاليتشينكو على موقع عالم كرة القدم.نت (الإنجليزية)
- ألكسي ميخاليتشينكو على موقع كووورة
- ألكسي ميخاليتشينكو على موقع أوليمبيديا (الإنجليزية)